# Lugtesans
Lugtesansen betegner menneskets opfangelse af lugt i luften.
I hver næsehalvdel fylder de omkring 20 millioner lugteceller ca. 2,5 cm². Et tyndt slimlag dækker næsehulen. Slimen opfanger duftstoffer, der så registreres af lugtecellerne.
Menneskets lugtesans sidder øverst i næsehulen. Når luft kommer ind i næsehulen, kan luftbårne molekyler opløses af væsken i slimhinden. Lugtesansens sanseceller lever 6-8 uger, og når de dør, erstattes de af nye. Lugtesansen gendannes derfor, hvis slimhinden skades. Hos Alzheimer-patienter er lugtesansen det første, der forsvinder - og ingen sans er mere knyttet til minder og følelser end netop denne.
Mennesket kan registrere mellem 10.000 og op til 40.000 dufte - måske mange flere. Det stærkest lugtende stof, vi kan mærke, er det svovlholdige metylmerkaptan, der findes i hvidløg og råddent kød. Det mærkes selv i en koncentration på mindre end et nanogram (et milliarddels gram) pr liter luft.

## Biokemien bag lugtesansen
Det kemiske grundlag bag lugtesansen er lugtmolekylernes eller duftmolekylernes indvirkning på de kemosensoriske neuroners lugtreceptorer og den efterfølgende signaltransduktion fører til lugtopfattelsen.
Hvirveldyrenes lugtreceptorer udgør en stor gruppe af 7TM receptorer, også kaldet G-protein-koblede receptorer (GPCR'er), der indeholder syv transmembrane a-heliske domæner. Denne gruppe receptorer kaldes også OR-superfamilien (efter engelsk olfactory receptor) og er den største receptorfamilie hos hvirveldyrene.  
De tilhørende gener med op til 5% af kodende gener danner den største multigen-familie i hvirveldyrene og består af omkring 400 gener hos mennesket og 1400 gener i mus.  Den genomiske arkitektur viser en gammel evolutionær oprindelse, der går forud for den marsupiale-eutheriske splittelse for 125-160 millioner år siden.
I insekter er lugtreceptorerne en ikke-relateret gruppe af ligand-gatede ionkanaler.